# Francisco Ramírez Navarro
Francisco Ramírez Navarro (* 24. Juli 1939 in Tepatitlán) ist ein mexikanischer Geistlicher und Weihbischof in Tlalnepantla. 

## Leben
Francisco Ramírez Navarro empfing am 15. August 1969 die Priesterweihe. 
Papst Johannes Paul II. ernannte ihn am 27. Dezember 2000 zum Weihbischof in Tlalnepantla und Titularbischof von Tlos. Die Bischofsweihe spendete ihm der Erzbischof von Tlalnepantla, Ricardo Guízar Díaz, am 22. Februar des nächsten Jahres; Mitkonsekratoren waren Manuel Samaniego Barriga, Bischof von Cuautitlán, und Javier Navarro Rodríguez, Bischof von San Juan de los Lagos. 